# Kartena
Kartena is een plaats in het Litouwse district Klaipėda. De plaats telt 2176 inwoners (2001).